# Bastutjärnet (Gunnarskogs socken, Värmland)
Bastutjärnet är en sjö i Arvika kommun i Värmland och ingår i Göta älvs huvudavrinningsområde.